# L'Ordinatueur
 (juillet 2025).
L'Ordinatueur est un roman policier de Christian Grenier, publié en 1997 aux éditions Rageot dans la collection Cascade policier.
Le roman est le deuxième volet des Enquêtes de Logicielle. Laure-Gisèle (Logicielle), alors en poste à Paris, est l'ancienne stagiaire de l'inspecteur Germain Germain-Germain qui travaille désormais en Dordogne.

## Distinction
Le roman a reçu le Prix Tam-Tam 1996, section Je bouquine.

## Résumé
- Mise en place de l’intrigue

Depuis la Dordogne, l'inspecteur Germain informe Logicielle d'une curieuse coïncidence : cinq personnes sont mortes d'un arrêt cardiaque alors qu'elles étaient en train d'utiliser l'ordinateur très récent et révolutionnaire « Omnia 3 » (Ordinateur à Mémoire Neuronique et Intelligence Artificielle). Le temps d'un bref week-end, Logicielle quitte la banlieue parisienne et se rend à Bergerac. L'ordinateur, très sophistiqué, obéit à la voix et à l’œil humains. Les victimes sont des hommes de la même génération, entre 48 et 54 ans, habitant dans la même zone géographique périgourdine. Ils ont tous un OMNIA-3 à leur domicile, et avaient pris des amphétamines ou des médicaments contre le sommeil, sans doute pour utiliser au maximum, jour et nuit, intensivement, l'ordinateur. Ils travaillaient tous, aussi, dans le milieu des antiquaires, des brocantes ou de l'ameublement. Il semble évident que ces cinq hommes ne sont pas morts par hasard.
- Enquête

Alors que Logicielle est retournée à Paris, elle apprend la mort d'un sixième homme correspondant au profil des précédentes victimes. La poursuite de l’enquête permet de déterminer que tous les défunts avaient téléchargé le logiciel « LTPG ». François-Paul Kostovitch, dirigeant de l'entreprise ayant fabriqué l'OMNIA, offre un ordinateur à Logicielle qui arrive à télécharger le logiciel mystérieux. La mise en route de ce logiciel (LTPG = « La Tour, Prends Garde ») permet de visiter un château virtuel et de commencer une « chasse au trésor ». Est-il possible que les six victimes aient entrepris de faire une chasse au trésor et que la cause de la mort ne soit pas l'ordinateur mais le programme informatique utilisé ? 
Logicielle demande à Germain s'il pourrait reconnaître le château présenté dans le logiciel. Effectivement, peu après Germain indique à la policière qu'il a reconnu le château : il s'agit du Château de Grimoire. L'auteur du programme connaît donc bien les lieux. En utilisant le programme LTPG, Logicielle fait la connaissance avec la voix d'un personnage disant s'appeler Pyrrha ; le personnage la guide dans sa recherche du Trésor caché.
- Révélations finales

Au terme d'une enquête menée en étroite collaboration avec Germain et son collègue Max, Logicielle parvient à déterminer la personne ayant programmé et élaboré le logiciel ainsi que ses buts poursuivis. Elle découvre aussi que les six victimes, qui se connaissaient, avaient été intentionnellement visées et qu'il s'agissait d'une vengeance liée à des événements remontant à de nombreuses années…

## Autour du roman
- Logicielle retrouvera François-Paul Kostovitch et son épouse dans le roman @ssassins.net, publié en 2001.
- Écrit en 1996 et publié en 1997, le roman présente les technologies récentes pour l'époque que sont le téléphone portable, les technologies liées à internet, le courrier électronique, la conception assistée par ordinateur, la reconnaissance vocale et l'identification des mouvements des yeux. Il évoque aussi des technologies qui deviendront obsolètes quelques années après, comme les disquettes et le Minitel. Il n'évoque pas des technologies encore inconnues comme l'enregistrement sur disque dur ou la clé USB.